# Rio 2.
A Rio 2. 2014-ben bemutatott brazil-kanadai-amerikai 3D-s számítógépes animációs film, amely a 2011-es nagy sikerű Rio folytatása. A mozifilm a Blue Sky Studios gyártásában készült, a 20th Century Fox Animation forgalmazásában készült. A film a második olyan a stúdió munkái közül, aminek folytatása készült, erre eddig csak Jégkorszaknál volt példa. A filmet az első részt is jegyző Carlos Saldanha rendezte, a főszereplők eredeti hangjait pedig ismét a megszokott színészek szolgáltatják.
Amerikában 2014. április 11-én, Magyarországon 2014. április 10-én mutatták be a mozikban.

## Cselekmény
A háziasított kalitkában nevelkedett díszmadár, Azúr immár boldogan éli békés életét Rio de Janeiróban, szerető párja Csili, és három fiókája oldalán. Ám a nyugodt mindennapok véget érnek Azúr számára, mikor kiderül, hogy mélyen az Amazonas dzsungelben kék arapapagájok nyomaira bukkantak, így a család elhatározza, útra kell a vadonba, hogy megkeressék kihaltnak hitt fajtársaikat. A városi madár, aki csak nemrég tanult meg repülni, a veszélyekkel teli dzsungel számára egy igazi túlélő túrának bizonyul, noha a családja kimondottan élvezi a vad és szabad életet, melyet a dzsungel nyújt. Rövidesen pedig rátalálnak elveszett fajtársaikra is, ahol kiderül, hogy a kék arák vezetője, valójában Csili rég nem látott édesapja. És bizony Eduardo cseppet sem nézi jó szemmel, hogy a lánya egy háziasított szobamadárhoz ment feleségül, így Azúrnak minden energiáját be kell vetnie, hogy lenyűgözze szkeptikus apósát. Mindezen áll vagy bukik a családjával való viszonya is, így fel kell magában fedeznie a benne szunnyadó ragadozómadarat. Erre lehetősége is lesz, hiszen az arák otthonát nagy veszély fenyegeti a dzsungelben folytatott illegális fakitermelés miatt. És, ha mindez nem volna elég, felbukkan a színen Nigel, az elvetemült kakadu is, Azúr korábbi nemezise, aki véres bosszút akar állni Azúron és családján...

## Szereplők
| Szereplő  | Eredeti hang      | Magyar hang                                      | Fajta          |
| --------- | ----------------- | ------------------------------------------------ | -------------- |
| Azúr      | Jesse Eisenberg   | Hamvas Dániel                                    | kék ara        |
| Csili     | Anne Hathaway     | Németh Borbála Nádasi Veronika (ének)            | kék ara        |
| Rafael    | George Lopez      | Csuja Imre                                       | tukán          |
| Pedro     | will.i.am         | Kálid Artúr                                      | pinty          |
| Nico      | Jamie Foxx        | Rajkai Zoltán                                    | kanári         |
| Nigel     | Jemaine Clement   | Csankó Zoltán                                    | kakadu         |
| Eduardo   | Andy García       | Dörner György                                    | kék ara        |
| Roberto   | Bruno Mars        | Nagy Dániel Viktor Kállay-Saunders András (ének) | kék ara        |
| Linda     | Leslie Mann       | Zsigmond Tamara                                  | ember          |
| Tulio     | Rodrigo Santoro   | Simon Kornél                                     | ember          |
| Gabi      | Kristin Chenoweth | Haffner Anikó                                    | nyílméregbéka  |
| Carla     | Rachel Crow       | Pekár Adrienn                                    | kék ara        |
| Bia       | Amandla Stenberg  | Nyári Liza                                       | kék ara        |
| Tiago     | Pierce Gagnon     | Straub Martin                                    | kék ara        |
| Mimi      | Rita Moreno       | Halász Aranka                                    | kék ara        |
| Luiz      | Tracy Morgan      | Galambos Péter                                   | kutya (buldog) |
| Eva       | Bebel Gilberto    | Borbás Gabi                                      | tukán          |
| Felipe    | Philip Lawrence   | Anger Zsolt                                      | arakanga       |
| Nagyfőnök | Miguel Ferrer     | Borbiczki Ferenc                                 | ember          |
| Híradós   | Natalie Morales   | Szórádi Erika                                    | ember          |
| Fernando  | Jake T. Austin    | Ducsai Ábel                                      | ember          |

További magyar hangok: Agócs Judit, Bauer Gergő, Bodrogi Attila, Czifra Krisztina, Debreczeny Csaba, Dézsy Szabó Gábor, Gyurin Zsolt, Hajtó Aurél, Kálloy Molnár Péter, Kautzky Armand, Kis-Kovács Luca, Láng Balázs, Mayer Szonja, Mezei Kitty, Pál Dániel, Pikali Gerda, Seder Gábor, Seres Dániel, Stern Dániel, Téglás Judit, Törtei Tünde, Varga Gábor

## Betétdalok
| Magyar           | Magyar                                           | Angol               | Angol                                     |
| Dal              | Előadó                                           | Dal                 | Előadó                                    |
| ---------------- | ------------------------------------------------ | ------------------- | ----------------------------------------- |
| Rio Rio          | (eredeti nyelven)                                | Rio Rio             | Ester Dean                                |
| Végzetes vágy    | Haffner Anikó                                    | Poisonous Love      | Kristin Chenoweth                         |
| Vártam rád       | Kállay-Saunders András                           | Welcome Back        | Bruno Mars                                |
| Gyönyörű lények  | (eredeti nyelven)                                | Beautiful Creatures | Janelle Monáe Rita Moreno Carlinhos Brown |
| Mesél a dzsungel | Németh Borbála                                   | Don't Go Away       | Anne Hathaway                             |
| Élnem kell még   | Csankó Zoltán Haffner Anikó                      | I Will Survive      | Jemaine Clement Kristin Chenoweth         |
| Drága hon        | Kállay-Saunders András Kálid Artúr Rajkai Zoltán | What Is Love        | Bruno Mars will.i.am Jamie Foxx           |

## Produkció

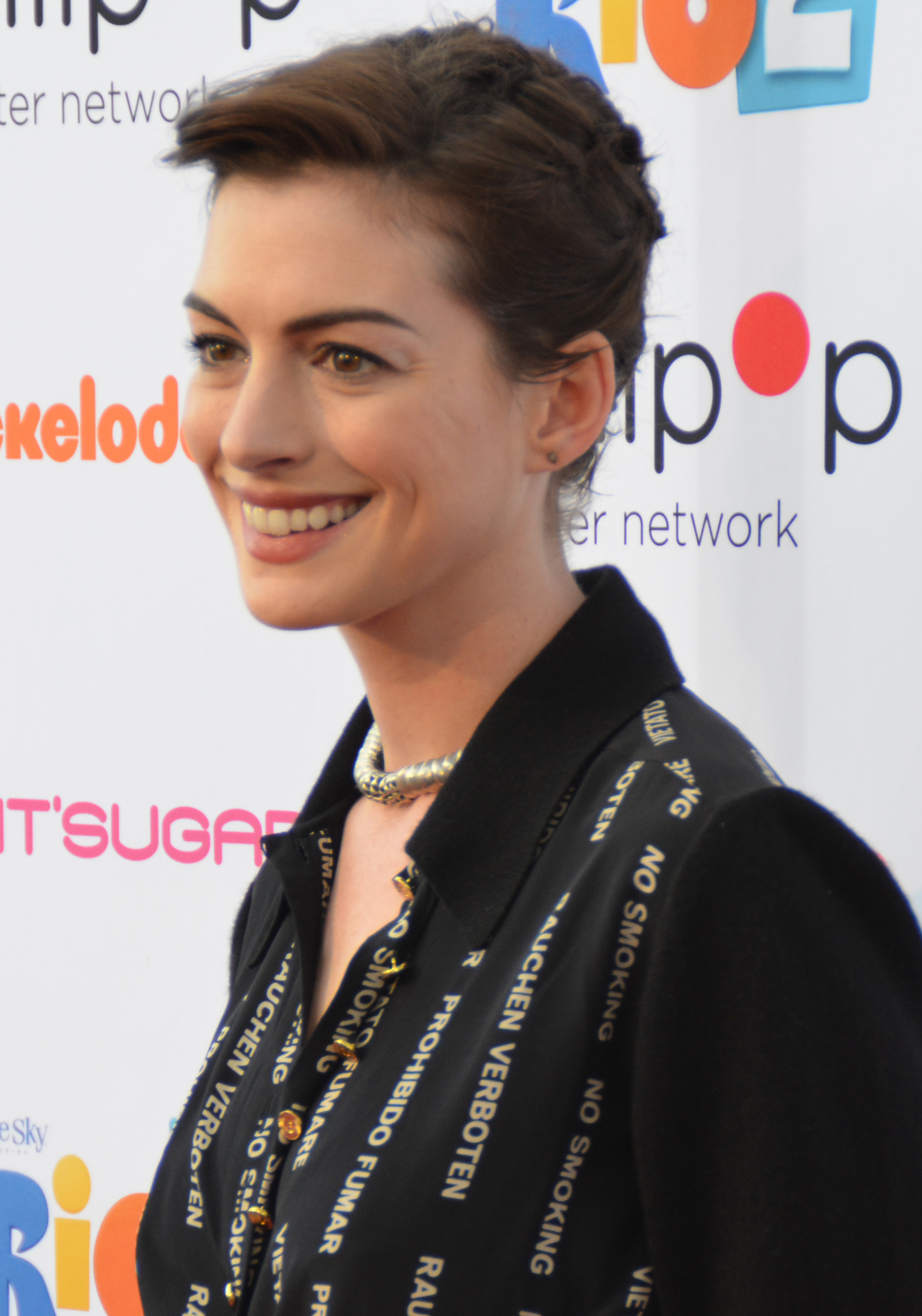
Anne Hathaway a film kaliforniai premierjén

A film folytatása már az első rész sikerei után megfogalmazódott az alkotókban. Elsőként 2012 januárjában került nyilvánosságra, hogy a Blue Sky Studios tervbe vette a Rio 2.-t. A rendező Carlos Saldanha így nyilatkozott az Associated Press magazinnak egy interjú során: "Megvolt a sztori ötlete, megvoltak a költségek, és a színészekkel is tárgyalni kezdtünk. Minden arra utal, hogy a Rio 2. el fog készülni." Áprilisban jelentették be, hogy Jesse Eisenberg visszatér Azúr szerepére, illetve Anne Hathaway is leszerződött a filmhez, Csili hangjaként. Úgyszintén Rodrigo Santoro ismét elvállalta Tulio, az ortológus szerepét a folytatásban, továbbá Don Rhymer, aki az első rész forgatókönyvét írta, a második részben is íróként fog közreműködni. Még ugyanezen az év májusában bejelentették, hogy Andy García csatlakozott a szereplőkhöz, aki Csili rég elveszett apját fogja alakítani, és Bruno Mars is közreműködik majd a filmben, mint Csili régi szerelme. A rendező elárulta, hogy az énekes rajongóinak a kedvéért Mars többször fog majd dalra fakadni a filmben. 2013-ban került nyilvánosságra, hogy a film zenéjét ismét John Powell szerzi majd, előadói között pedig a szereplőgárdán kívül Janelle Monáe, Rita Moreno, Carlinhos Brown és Ester Dean lesz hallható.

## Fogadtatás
A Rio 2. vegyes értékeléseket kapott a kritikusoktól. Összesen 48%-kal teljesített a Rotten Tomatoes oldalán, 105 felülvizsgálás után. A Metacritic összesen 50%-ot adott a filmnek, 34 felülvizsgálás után. Az oldal így nyilatkozott a film kapcsán: "Mint a legtöbb folytatás, a Rio 2. próbál még nagyobb és jobb lenni, mint az első rész, ami ebben az esetben, azt jelenti, még színesebb, még pörgősebb, és még több korosztályt próbál megérinteni az üzenetével". A film összességében tűrhetően teljesített az első részhez képest, bevétel szempontjából világszerte több mint 400 millió dollárt hozott.

## Televíziós megjelenések
HBO, HBO Comedy, HBO 2, TV2, Super TV2, FEM3 / PRIME, Mozi+, Moziverzum, TV2 Kids